# 奔獏
奔獏（ほんばく）是日本將棋的棋子之一。標準的日本將棋並沒有這種棋子，只有在大大將棋、泰將棋和大局將棋出現。
奔獏的走法是縱向或朝斜前方向移動任意距離，亦可橫向移動一至五步。